# Montaña de Yoro nationalpark
Montaña de Yoro nationalpark är en nationalpark i Honduras.   Den ligger i departementet Departamento de Francisco Morazán, i den centrala delen av landet, 100 km norr om huvudstaden Tegucigalpa. Montaña de Yoro nationalpark ligger 2 103 meter över havet.